# Срам
 Тази статия е за психологическото състояние.  За филма вижте Срам (филм).  
Срамът е лично преживяване – афект, емоция, възприятие, състояние, предизвикано от субективна или обективна ниска оценка на собственото поведение в дадена обективна ситуация; това е „недоволство от себе си, предизвикано от съзнанието за извършена постъпка“. Срамът може да е както ситуативен, така и да присъства като трайна нагласа при интерпретация на реалността и поведението на индивида. Съществува и т.нар. пренесен срам – в конкретна ситуация човек може да изпита срам не от собствените си действия и поведение, а от тези на други хора, които могат да оценяват поведението си като адекватно.
Честите прояви на срам обикновено са следствие от ниска самооценка и са съпроводени от притеснителност, потиснатост, затвореност и избягване на социални контакти. Причините за срама могат да се търсят както в личностовата специфика, така и в характеристиките на социума. Притеснителността обикновено е неловкост преди извършване на дейност (като поява на сцената), докато срамът е резултат от извършени постъпки.